# 1901 v dopravě
Tento článek obsahuje seznam událostí souvisejících s dopravou, které proběhly roku 1901.

## Události
- 22. března 1901

 Otevření eberswaldské trolejbusové sítě (později zrušena a znovuotevřena roku 1940).
- 15. června 1901

 Henri Fournier vyhrál automobilový závod Paříž-Berlín o cenu císaře Viléma II.
- 15. července 1901

 Pro veřejnost začala ve Fontainebleau sloužit trolejbusová doprava.
- 10. září 1901

 V Lyonu byla zprovozněna trolejbusová síť.

## Neurčené datum
Byla zprovozněna Schwebebahn Wuppertal.